# Eviota sigillata
Gobie nain décoré, Gobie nain à sept formes
Espèce
Eviota sigillata, communément nommé Gobie nain décoré ou Gobie nain à sept formes, est une espèce de poissons marins de la famille des Gobiidae.

## Description
Ce gobie nain est un petit poisson qui atteint une taille comprise 30 mm de long.

## Distribution et habitat
Le Gobie nain décoré est présent dans les eaux tropicales de l'Indo-Ouest Pacifique soit des côtes des Seychelles à la Micronésie.